# Radldorf
Radldorf ist ein Ortsteil der Gemeinde Perkam im niederbayerischen Landkreis Straubing-Bogen.

## Lage
Das Dorf Radldorf liegt an der Kleinen Laber etwa zwei Kilometer nordöstlich von Perkam. Am Bahnhof Radldorf im Südwesten des Ortes vereint sich die Bahnstrecke Neufahrn–Radldorf mit der Bahnstrecke Regensburg–Passau.

## Geschichte
1921 ausgegrabene Spuren einer keltischen Viereckschanze südlich von Radldorf weisen auf die frühe Besiedelung der Gegend hin. Diese Viereckschanze ist als eine von wenigen auch oberirdisch sichtbar. Ein Pernoldus di Ratilndorf wird 1165 urkundlich erwähnt. Nach dem Güterverzeichnis von 1275 hatte das Kloster Metten Besitz in Ratolsdorf. 1298 verkaufte Albrecht von Straubing eine Hube zu Radldorf an das Kloster Mallersdorf.
Im Gerichtsverzeichnis von 1599 erscheint Radldorf als Teil der Hauptmannschaft Perkam. Im Konskriptionsjahr 1752 bestand Radldorf als Teil der Obmannschaft Perkam im Landgericht Straubing aus zwanzig Anwesen. Drei Anwesen zählten als einschichtige Güter zur Hofmark Rain. Bei der Gemeindebildung zu Beginn des 19. Jahrhunderts wurde Radldorf Teil der Gemeinde Perkam. 1896 wurde nach dem Bau der Verbindungsstrecke von Perkam zur Bahnstrecke Regensburg–Passau der neu erbaute Bahnhof Radldorf zum Endpunkt der Bahnstrecke Neufahrn–Radldorf.

## Sehenswürdigkeiten
- Dorfkapelle. Die sogenannte Brunner-Kapelle wurde 1911 von Johann und Maria Brunner erbaut.

## Vereine
- Freiwillige Feuerwehr Radldorf, gegründet 1951
- Krieger- und Soldatenkameradschaft Pilling/Radldorf
- Obst- und Gartenbauverein Pilling-Radldorf